# Coryphopteris
Coryphopteris är ett släkte av kärrbräkenväxter. Coryphopteris ingår i familjen Thelypteridaceae.

## Dottertaxa tillCoryphopteris, i alfabetisk ordning[1]
- Coryphopteris andersonii
- Coryphopteris andreae
- Coryphopteris arthrotricha
- Coryphopteris athyriocarpa
- Coryphopteris athyrioides
- Coryphopteris atjehensis
- Coryphopteris badia
- Coryphopteris borealis
- Coryphopteris brevipilosa
- Coryphopteris coriacea
- Coryphopteris diaphana
- Coryphopteris diversisora
- Coryphopteris dura
- Coryphopteris engieriana
- Coryphopteris fasciculata
- Coryphopteris gymnopoda
- Coryphopteris habbemensis
- Coryphopteris holttumii
- Coryphopteris horizontalis
- Coryphopteris hubrechtensis
- Coryphopteris inopinata
- Coryphopteris iwatsukii
- Coryphopteris klossii
- Coryphopteris kolombangarae
- Coryphopteris lauterbachii
- Coryphopteris ledermannii
- Coryphopteris marquesensis
- Coryphopteris meiobasis
- Coryphopteris microlepigera
- Coryphopteris multisora
- Coryphopteris obtusata
- Coryphopteris oligolepia
- Coryphopteris pectiniformis
- Coryphopteris platyptera
- Coryphopteris plumosa
- Coryphopteris propria
- Coryphopteris pubirachis
- Coryphopteris quaylei
- Coryphopteris raiateana
- Coryphopteris seemannii
- Coryphopteris seramensis
- Coryphopteris squamipes
- Coryphopteris stereophylla
- Coryphopteris subbipinnata
- Coryphopteris subnigra
- Coryphopteris sulawesica
- Coryphopteris tahanensis
- Coryphopteris tanggamensis
- Coryphopteris unidentata
- Coryphopteris viscosa
- Coryphopteris vitiensis